# Fritz Leitermeyer
Fritz Leitermeyer (* 4. April 1925 in Wien; † 8. Februar 2006 ebenda; eigentlich Friedrich Alfred Leitermeyer) war ein österreichischer Komponist und Violinist. Von 1946 bis 1985 war er Erster Geiger der Wiener Philharmoniker.

## Leben
Leitermeyer wurde als Sohn des Geigers Friedrich Leitermeyer in Wien geboren, bei dem er ersten Violinenunterricht hatte. Nach Besuch der Schule studierte er ab 1942 Geige bei Franz Mairecker und Willi Boskovsky an der Wiener Musikakademie.
1943 begann er bei den Wiener Philharmonikern und beim Staatsopernorchester, wo er ab 1946 Erster Geiger wurde. Zudem war Leitermeyer Zweiter Geiger beim Weißgärberquartett und Samohylquartett sowie Mitglied der Wiener Hofmusikkapelle. Er arbeitete unter anderem mit dem Tokyo City Philharmonic Orchestra, ORF-Sinfonieorchester, Alban Berg Quartett, Herbert von Karajan, Ludwig Streicher, Christian Altenburger und Wolfgang Schulz.
Anfang der 1940er Jahre entstanden seine ersten eigenen Kompositionen.
Fritz Leitermeyer wurde am Baumgartner Friedhof (Gruppe 20, Nummer 192) in Wien bestattet.

## Auszeichnungen
- 1963: Förderungspreis der Stadt Wien
- 1963: Österreichischer Staatspreis
- 1967: Dritter Platz beim Prix Italia (hinter Luigi Nono und Krzysztof Penderecki)
- 1967: Verleihung des Titels Professor
- 1971: Ehrenring der Wiener Philharmoniker
- 1973: Preis des Wiener Kunstfonds
- 1978: Ehrenkreuz für Wissenschaft und Kunst
- 1978: Würdigungspreis der Stadt Wien
- 1981: Goldenes Verdienstzeichen des Landes Salzburg
- 1984: Preis des II. Internationalen Musikfestes in der Sowjetunion
- 1985: Ehrenmedaille der Bundeshauptstadt Wien in Silber

## Werke (Auswahl)
- 1961: Polyphonie, op. 16, für Orchester
- 1961: Rhapsodische Skizzen, op. 18, für Orchester
- 1965: Konzert für Violine und 21 Blasinstrumente (Violinkonzert)
- 1978: 12 Dialoge für Violine und Violoncello op. 59
- 1983: Mutationen in honorem J. S. B. für großes Orchester op. 82
- 1990: Drei Studien für Nonett op. 90

## Zitate
- „Ich komponiere, weil einfach jeder Musiker, der die Begabung zum Komponieren mitbekommen hat, diesem Geschenk verpflichtet ist und komponieren muß. Ich denke, nur so kann unser Kulturboden vor der Verkarstung bewahrt werden, den ein hoffentlich kommendes künftiges Genie als Grundlage benötigt.“ (Fritz Leitermeyer – ohne Quellenangabe)